# Alan Murin
Alan Murin, vlastním jménem Alan Murín, v minulosti vystupující pod pseudonymem Sane [vyslov: seɪn] (* 23. říjen 1998, Bratislava, Slovensko) je slovenský zpěvák, skladatel, hudební producent a zvukový inženýr. Na slovenské hudební scéně působí od roku 2019, kdy se představil s jeho debutovou trilogií EP – 15 23, 23 10 a 19 98. Ještě v témže roce ho oslovila zpěvačka Tina o spolupráci, poté, co objevila jeden z jeho prvních hitů „Vypínam“, který získal výraznou odezvu. Tina ji označila za jednu z mimořádně zásadních písniček na slovenské hudební scéně. Po tomto úspěchu následovalo několik singlů, se kterými si získal pozornost širšího publika a postupně se tak svou hudební ambiciózností etabloval jako výrazná postava na slovenské hudební scéně. Za poměrně krátkou kariéru získal nejen širokou fanouškovskou základnu, ale získal i uznání za svůj originální hudební styl, talent a tvůrčí přístup i od umělecké obce, což mu otevřelo dveře ke spolupráci s více mezinárodně uznávanými umělci a producenty. Jako začínající umělec má na kontě spolupráce se jmény jako Kali, Rytmus, Ego, Separ, Majk Spirit, Tina, Pil C, Celeste Buckingham, Dominika Mirgová, ADiss, Momo, či skupinou Moja Reč. Spolupracoval i se zahraničními umělci jako Raunii, IOVA či Serban Cazan. Jeho dlouho očekávané debutové album Trueself, na kterém spolupracovalo s více slovenskými umělci, vyšlo v roce 2022. Album zaznamenalo úspěch na domácí úrovni, kdy debutovalo na vrcholu žebříčku slovenských alb ČNS IFPI. Ve stejném roce získal tři ocenění v Ruka Nahoru Awards a jeho debut obsadil 2. místo v kategorii Album roku. Kromě něj vydal čtyři EP. Mezi jeho největší hity patří písně „Do Rúk“, „Raz Dva Tri“, „Dokola“ či „Prepáč“. Aktivně se věnuje hudebnímu inženýrství a produkci, přičemž si sám píše i texty písní. Má na kontě produkce ve Velké Británii, USA, Česku i Rumunsku. Skladby produkoval například pro Dominiku Mirgovou.
Jeho videoklipy na YouTube často obsazují přední příčky slovenského žebříčku YouTube trending. Poprvé se dostal na jeho vrchol s videoklipem k singlu „Prepáč“, a to jen během několika hodin od vydání. Toto prvenství si udržel několik týdnů. Opět ovládl žebříček YouTube trendů s duetem „Do Rúk“ s Tinou, a to i bez videoklipu k písni. Díky obrovskému ohlasu vznikl k ní i videoklip, který je dosud s více než 7 miliony zhlédnutí i nejsledovanějším videoklipem ze zpěvákovy vlastní tvorby na platformě. Potřetí se to podařilo hitu „Raz Dva Tri“. YouTube kanál Alana Murina má k listopadu 2024 více než 50 milionů zhlédnutí.
Alan Murin je známý svojí osobitou interpretací, autenticitou a přímočarostí. Jeho hudební styl a zvuk jsou ovlivněny pestrou škálou hudebních žánrů, včetně popu, rocku, hip-hopu a elektronické hudby. Svou tvorbu sám klasifikuje jako New Pop, který ovšem vychází z dlouholeté náklonnosti k rapu. Má charakteristický styl, který spojuje moderní zvuky s upřímnými texty, často zkoumajícími témata lásky a osobních zkušeností. Jeho devizou je kromě velmi specificky kvalitního zvuku také hudební vzdělanost.
Po dvou letech intenzivní práce ve slovenském hudebním průmyslu se zařadil mezi nejaktivnější slovenské interprety. Za poměrně krátkou kariéru má na kontě více než čtyřicet videoklipů a na dalších patnácti hostoval.

## Hudební kariéra

### 1998 – 2019: Časný život a hudební cesta
Alan Murín se narodil a vyrůstal v Bratislavě. Přestože nepochází z umělecké rodiny, jeho vášeň pro hudbu se projevila již v mladém věku. Velký vliv na něj měla jeho sestra, která mu pouštěla různou zahraniční tvorbu, jakou dříve nikdy neslyšel. To, že se chce hudbě věnovat profesionálně, si uvědomil až ke konci střední školy. Koupil si mikrofon, naučil se pracovat s různými počítačovými programy pro tvorbu hudby a začal vytvářet texty a melodie, které vkládal do demo skladeb. Ty začal vydávat již v roce 2017 pod pseudonymem „Sane“ na platformě SoundCloud.
Po střední škole navštěvoval rok Vysokou školu managementu v Bratislavě. Neustále však tvořil hudbu a na internetu hledal různé návody a inspirace, což jej přivedlo k nabídce studia v zahraničí. Spontánně se rozhodl přihlásit ke studiu zvukového inženýrství a hudební produkce na Point Blank Music School v Londýně, kde byl úspěšně přijat.
Součástí jeho životní cesty byla také práce v obchodu s koly, stavebninami, jako barman či barber.

### 2019–2020: Začátek kariéry a trilogie EP
Vedle studia v Londýně začal s budováním své hudební kariéry na Slovensku. Vsadil na autenticitu a jako pseudonym začal používat své občanské jméno. V červnu 2019 založil vydavatelství Trueself Records a o měsíc později podepsal smlouvu s Universal Music na Slovensku. Na hudební scénu se představil svým debutovým hudebním počinem – trojicí žánrově konceptuálně laděných EP (15 23, 23 10 a 19 98), které postupně odhaloval jako kapitoly. Jména jednotlivých EP znázorňují reálný čas, datum a rok Alanova narození. Každé z nich obsahuje trojici písní. Všechny skladby na EP produkoval společně s ním producent ze Skotska Charlie Leslie během zpěvákova studia v Londýně.
Také v červenci vyšlo debutové EP s názvem 15 23, které vnímá jako začátek své hudební kariéry. Symbolika je dokonce iv samotném načasování vydání, jelikož oficiálně vyšilo 23. července v 15:23. EP lze charakterizovat jako New Pop, ale ve výrazné míře je ovlivněno hip-hopem. Jsou na něm i skladby, kde se proplétá pestrá paleta různých žánrů, jako například pop, hip-hop, RnB, soul, DnB, dubstep, EDM či rock. Debutový singl „Sám Sebou“ vydaný v červenci měl úspěšný start. Byl k němu natočen i jednoduchý autentický videoklip se záběry z bratislavských ulic či z Londýna. V srpnu představil z EP singl „Vypínám“, ve kterém se vyznává i z toho, co pro něj znamená rodina a domov. Vydání debutového projektu, v porovnání s řadou jiných začínajících interpretů, se těšilo velkému úspěchu. Každá skladba zaznamenala desetitisíce zhlédnutí na YouTube i přehrání na streamovacích službách.
V září následovalo druhé EP s názvem, ve kterém rozebírá zejména lásku k životu a vztahy. Je koncepčně připraveno tak, aby pro posluchače od začátku do konce přiblížilo jeho příběh. I tentokrát se představuje v různých žánrech. Spolu s EP vyšel i videoklip ke skladbě „Život“, který zachycuje krásu v jednoduchosti života.
Ještě před vydáním třetího EP se 21. listopadu představil poprvé živě jako předskokan české skupiny Mirai na jejich bratislavském koncertě.
V prosinci uzavřel svou debutovou trilogii závěrečným EP s názvem 19 98.
V dubnu 2020 vyšel videoklip k loňskému přelomovému singlu „Vypínám“ z prvního EP. Rozhodl se tak proto, že právě tato skladba si z celé trilogie EP nahrávek získala největší přízeň a zájem fanoušků. Skladba dosáhla v té době celkem více než 500 000 zhlédnutí na streamingových službách a na základě této velké odezvy vznikl videoklip jako poděkování. V květnu vyšel videoklip ke skladbě „SR C“ z poslední části trilogie.
Díky trojici vydaných EP mladý hudebník během čtyř měsíců představil devět skladeb, což by vystačilo i na studiové album. Postupným představováním skladeb však získal pozornost fanoušky i médií. I přes úspěchy pod hlavičkou Universal Music, jehož prostřednictvím vydal tři EP, sedm slovenských a dva anglické singly, stále toužil po umělecké nezávislosti. V červenci 2020 tak opustil Universal Music a začal vydávat pod vlastním vydavatelstvím.
Během roku 2020 Alan uvedl na svět svůj první oficiální singl s názvem „Telefonát“.

### 2021 – 2022: Příprava alba a pobyt ve Spojených státech
Po Londýně následovala další významná kapitola v hudební kariéře Alana. Začátkem roku 2022 se rozhodl prozkoumat své kariérní možnosti ve Spojených státech amerických, konkrétně v hudebně bohatém prostředí Los Angeles. Jeho proaktivní přístup se projevil hned po příchodu do LA, když se rozhodl oslovit místní obyvatele přímo na ulicích. Tento netradiční způsob networkingu vedl k více než 30 rozhovorům už během prvního dne. Výsledkem Alanova odhodlání a iniciativy bylo, že ještě týž večer se ocitl v nahrávacím studiu. Tam navázal spolupráci s místním raperem Rauniim, se kterým během svého pobytu v USA vydal singl „AYAY“. O měsíc později vydal svůj první reggaetonový počin – jejich druhý společný singl „ELEY“.
V dubnu 2022 se hostoval společně se zpěvačkou Laris Diam na skladbě „Tam kam“ Petra Panna.

### 2022–2023: AlbumTrueself
Očekávané album avizovalo v srpnu 2022 pilotní singl „Prepáč“. Emotivní skladba získala pozitivní ohlas. Po čtyřech hodinách od vydání se dostala do YouTube trendů a o několik několika hodin i na vrchol žebříčku, kde si prvenství udržela několik týdnů. umístila se i v ČNS IFPI žebříčku Top 100 digitálních singlů na Slovensku na 5. místě.
22. září byl spuštěn oficiální předprodej debutového alba, které dostalo název Trueself. Ve stejné datum zveřejnil i druhý singl s názvem „Lifestyle“. V říjnu následoval reggaetonem laděný singl „Jednou Dva Tři“, na kterém spolupracoval s Kalim. Skladbu produkoval Peter Pann. Hlavní roli ve videoklipu ztvárnila modelka Viki Frajková. Videoklip se téměř okamžitě dostal na vrchol YouTube trendů. Singl rotoval i v rádiích. Umístil se na 26. místě ČNS IFPI žebříčku Top 50 slovenských rádio singlů.
Album Trueself se dočkalo svého fyzického vydání na CD 22. října 2022. V digitální distribuci vyšel o týden později, 4. listopadu. Byl vydán pod vlastním vydavatelstvím se stejnojmenným názvem TRUESELF RECORDS. Na své album, obsahující 14 autorských skladeb, se poprvé ve své kariéře rozhodl pozvat i hosty. Debut obsahuje spolupráce s více slovenskými interprety včetně Rytmuse, Separa, Ega, Kaliho, Celeste Buckingham či Tiny. Skladby na albu jsou "zvukově velmi propojené", ale jsou na něm i skladby, ve kterých se představuje zpěvák "ve zcela nové poloze", až natolik, že v některých písních ho nepoznali ani jeho nejbližší spolupracovníci. S vydáním alba Alan oznámil plán postupně vydat ke každé skladbě na albu i videoklip.
Koncem října následoval singl „Vamos Bombas“, na kterém hostují Rytmus. Skladbu produkoval Call Me G. Videoklip, který vznikal během tří měsíců koncertní sezóny, se rychle dostal i do trendů na YouTube. V listopadu byly vydány videoklipy ke skladbám „Suave“ a „1000 Básní“, na které hostovala Laris Diam. V prosinci vyšel vizuál k duetu „Do Rúk“ s Tinou, který se setkal s velkým úspěchem. Skladba se dostala na vrchol žebříčku YouTube trendů, a to i bez toho, aby měla videoklip. V roce 2023 vyšel singl i na CD nosiči.
V březnu 2023 vydal skladbu „Cesta je cieľ“, která vznikla ve spolupráci s francouzským producentem a youtuberem Ysosem, který v rámci svého konceptu hledá náhodné umělce na světě, se kterými se zkontaktuje a nabídnu jim společnou skladbu. Po výběru Slovenska našel Alana přes TOP 50 umělců ve streamingech na Spotify.
Křest alba Trueself se uskutečnil 22. března 2023 v bratislavském podniku Nibble v budově Zichyho paláce.
V květnu se objevil na dvou spolupracích na Kaliho albu Banan ve skladbách „Srdce ako z kameňa“ a „Kým ťa mám“.
V prosinci hostoval na taneční skladbě „Sóda“ frontmana skupiny Medial Banana Pokymana.

### 2024: Nová éra zvuku a EPLáska Je Cool
V únoru 2024 vydal svůj první mezinárodní singl „Still Love You“, na kterém spolupracoval s rumunskou zpěvačkou Iova a renomovaným rumunským producentem Serbanem Cazanem. Singl si našel své místo nejen ve slovenských a českých rádiích, ale také v rádiích v Belgii, Kanadě či Rumunsku. Druhý letošní singl je pro zpěváka také milníkem v kariéře. Singl „Dokola“, vydaný v březnu, představuje novou éru zvuku v Alanově hudební produkci. Podle zpěváka je takříkajíc předělem mezi tvorbou před touto skladbou a po této skladbě. V současnosti začal pracovat se žánry, se kterými v minulosti nepracoval a věnuje více pozornosti produkci.
Jako host se představil v rámci turné Retrostar Tour Kaliho a Petra Panna. Turné předcházel společný singl „Mám ťa rád“, který společně odpremiérovali na koncertní zastávce v Bratislavě.
Následovaly singly „Povedz Prečo“, „Animal Style“ a „Srdcom Buran“. V červnu vyšlo jeho nové EP Láska Je Cool. V září vydal nejnovější singl „Domov“.

## Diskografie

### Studiová alba
- 2022: Trueself

### EP
- 2019: 15 23
- 2019: 23 10
- 2019: 19 98
- 2024: Láska Je Cool

## Filmografie
| Rok  | Název programu                                                  | Vystoupení | Produkce | Datum vysílání    | Archiv |
| ---- | --------------------------------------------------------------- | --- | -------- | ----------------- | ------ |
| 2019 | 3 pódiá                                                         | „Vypínam“ „Život“ Lady Gaga, Bradley Cooper – „Shallow“ (s Linou Mayer) „Viac“ Michael Jackson – „Billie Jean“ (s Linou Mayer, Billym Barmanem a Sľukem) | RTVS     | 9. listopad 2019  | Link   |
| 2022 | Milujem Slovensko (11. série, 7. epizoda – Muzikantský speciál) | — | RTVS     | 25. únor 2022     |        |
| 2022 | Ranné noviny                                                    | „SR C“ „ELEY“ | TV JOJ   | 17. červen 2022   |        |
| 2022 | Teleráno                                                        | „Eley“ | Markíza  | 28. duben 2022    |        |
| 2022 | Topstar                                                         | — | TV JOJ   | 30. září 2022     |        |
| 2022 | Ranné noviny                                                    | „DOMAMÁM“ | TV JOJ   | 14. prosinec 2022 |        |
| 2024 | Neskoro večer: Talkshow Petra Marcina (20. série, 1. epizoda)   | „Raz Dva Tri“ „Caliente“ | RTVS     | 13. leden 2024    | Link   |
| 2024 | Teleráno                                                        | „Still Love You“ | Markíza  | 11. březen 2024   |        |
| 2024 | Teleráno                                                        | „Domov“ | Markíza  | 6. září 2024      |        |

## Ocenění a nominace

### Ruka Hore Awards
| Rok  | Nominovaná práce                             | Kategorie       | Výsledek  | Výsledek |
| ---- | -------------------------------------------- | --------------- | --------- | -------- |
| 2021 | Alan Murin                                   | Skokan roka     | vítězství | [ 57 ]   |
| 2021 | Kali feat. Alan Murin & Čis T – „Kým ťa mám“ | Skladba roka    | 19. místo | [ 58 ]   |
| 2022 | Alan Murin – Trueself                        | Album roku      | 2. místo  | [ 59 ]   |
| 2022 | Alan Murin – „Prepáč“                        | Skladba roku    | 3. místo  | [ 59 ]   |
| 2022 | Alan Murin feat. Tina – „Do Rúk“             | Spolupráce roku | 3. místo  | [ 59 ]   |

### Ceny SOZA
| Rok  | Nominovaná práce | Kategorie                 | Výsledek |
| ---- | ---------------- | ------------------------- | -------- |
| 2023 | Alan Murín       | Nejúspěšnější mladý autor | nominace |

### Radio Head Awards
| Rok  | Nominovaná práce | Kategorie  | Výsledek |
| ---- | ---------------- | ---------- | -------- |
| 2019 | Alan Murin       | Objev roku | nominace |

### SOWA Social Awards Slovakia
| Rok  | Nominovaná práce | Kategorie | Výsledek |
| ---- | ---------------- | --------- | -------- |
| 2023 | Alan Murin       | Hudba     | nominace |